# Doble cos
Doble cos (títol original: Body Double) és una pel·lícula nord-americana de suspens de 1984 dirigida per Brian De Palma i protagonitzada per Craig Wasson, Melanie Griffith, Gregg Henry, Deborah Shelton, Guy Boyd i Dennis Franz. Va ser guardonada el 1985 amb el NSFC a la millor actriu secundària, per Melanie Griffith. Ha estat doblada al català.

## Argument
Un actor de pel·lícules de classe B de terror descobreix a la seva dona sent-li infidel amb un altre home i marxa de casa. Allotjant-se en un luxós apartament que li ha prestat un company de treball, descobreix que una dona organitza cada nit a la seva casa un petit i morbós espectacle.

## Repartiment
| Personatge           | Intèrpret        |
| -------------------- | ---------------- |
| Jake Scully          | Craig Wasson     |
| Sam Bouchard         | Gregg Henry      |
| Holly Body           | Melanie Griffith |
| Gloria Revelle       | Deborah Shelton  |
| Detectiu Jim McLean  | Guy Boyd         |
| Rubin                | Dennis Franz     |
| Professor d'actuació | David Haskell    |

## Nominacions
- 1984: Globus d'Or a la millor actriu secundària (Griffith)
- 1984: Premis Razzie: Pitjor director
- 1984: Cercle de crítics de Nova York: Millor Actriu secundària (Griffith)